# 15e régiment Punjab
Le 15e régiment Punjab est un régiment de l'armée indienne britannique de 1922 à 1947. Il fut transféré  dans l'armée pakistanaise lors de l'indépendance en 1947 et fusionna avec les 1er, 14e et 16e régiments Punjab en 1956 pour former le régiment Pundjab.

## Histoire
Le 15e régiment fut formé en 1922 par la fusion des 25e, 26e, 27e, 28e et 29e Punjabis. Les cinq bataillons furent créés pendant le bouleversement de la mutinerie indienne en 1857 par John Lawrence au Pendjab. Le 27e Punjabis servit en Chine pendant la seconde guerre de l'opium en 1860–62, tandis que les 26e et 29e Punjabis participèrent à la guerre du Bhoutan de 1864–66. Tous les bataillons servirent sur la frontière nord-ouest de l'Inde et prirent part à la deuxième guerre afghane de 1878-1880, tandis que les 26e et 27e Punjabis servirent également dans la troisième guerre anglo-birmane de 1885-1887. En 1901, les 27e Punjabis furent envoyés au Somaliland britannique pour réprimer le mouvement de résistance dirigé par le chef religieux somalien Abdullah Hassan de l'État derviche,.
Pendant la Seconde Guerre mondiale, le 15e régiment Pendjab leva dix nouveaux bataillons. La plupart des bataillons actifs combattaient les Japonais en Extrême-Orient, à l'exception du 3e bataillon, qui combattit au Somaliland et en Italie. La performance du 4e bataillon en Birmanie en particulier fut exceptionnelle. Le bataillon subit 921 pertes et reçut de nombreuses récompenses pour bravoure, dont deux Croix de Victoria au lieutenant Karamjeet Singh Judge et Naik Gian Singh.
À l'indépendance du Pakistan en 1947, le 15e régiment Pundjab fut attribué à l'armée pakistanaise. À l'époque, les bataillons actifs étaient les 1er, 2e, 3e et 4e. Les Sikhs et les Jats furent transférés dans l'armée indienne et la nouvelle composition de classe du régiment fut fixée comme Punjabis et Pathans.